# Don Bosco FC (Haiti)
Don Bosco FC ist ein haitianischer Fußballverein aus Pétionville, einem Vorort der haitianischen Hauptstadt Port-au-Prince. Benannt ist der Verein nach dem bedeutenden italienischen katholischen Priester Johannes Bosco.

## Geschichte
Gegründet wurde Don Bosco FC im Jahr 1963. Bisher konnte der Verein fünfmal Meister werden, zuletzt in der Saison 2018.

## Erfolge
- Ligue Haïtienne: 5

Saison 1971, 2003, 2014, 2015, 2018

## Bekannte Spieler
- Emmanuel Sanon
- Jean Philippe Peguero